# 75式130mm自走多連装ロケット弾発射機
75式130mm自走多連装ロケット弾発射機（ななごしき130ミリじそうたれんそうロケットだんはっしゃき）は、陸上自衛隊の装軌式の自走多連装ロケット砲である。

## 概要
広範囲に展開する陸上兵力の制圧を目的として開発され、73式装甲車の試作型「SUII」の車体に、75式130mmロケットりゅう弾の多連装ロケット弾発射機を搭載し、略記号は75MSSR（またはMSSR=Multiple Surface to Surface Rocket）。
1965年（昭和40年）より研究開発を開始し、1973年（昭和48年）から実用試験が行われ1975年（昭和50年）に制式化された。
1977年（昭和52年）より取得、装備され計66両が調達された。1両の調達価格は1983年（昭和58年）において2億2,000万円である。

## 構成
73式装甲車の小松製作所製試作型である「SUII」を基にした車体に30連装のロケット弾発射装置を搭載している。発射装置は上から順に7列、8列、7列、8列を重ねた変則的配置となっており、各発射軌道が単純には並んでいない形式になっている。射界は左右50度、最大仰角50度である。
ロケット弾発射装置の他、車体前部右側の車長（発射班長）席には12.7mm重機関銃M2が装備されている。この機銃架はロケット弾の発射時に射線を妨害しないように、射撃時には真横に倒すことができる。
搭載する75式130mmロケットりゅう弾は、4枚の固定フィンを持つ、重量43㎏の単段固体燃料ロケットであり、単発もしくは0.4秒間隔の連射を行う。発射装置とロケット弾は日野自動車製である。

### 発射機諸元・性能
出典: 
諸元
- 種別: ロケット砲
- 口径: 130mm

性能
- 俯仰角: 0-50°（左16°-右35°の間は3-50°）
- 旋回角: 左右各約50度
- 最大射程: 約14,500m
- 発射速度: 約12秒/30発

砲弾・装薬
- 弾薬: 75式130mmロケット榴弾

## 運用
有翼安定式のロケット弾であるため、射撃時は風の影響を受け易い。そのため、射撃精度の向上を狙い、射撃前に同行している75式自走地上風測定装置により風力・風向などの観測による諸元調整後に、ロケット弾を発射する。射程の関係上、実弾射撃が行えるのは矢臼別演習場に限定されていた（唯一上富良野演習場に関してはM31トレーナー射場において演習弾による射撃のみ行われた事もある）。

## 配備
主に北部方面隊の第1特科団、師団特科部隊などに配備された。例外として、北部方面隊以外では唯一、第3特科群（現：第2特科団）第128特科大隊が装備していた。
装備部隊
- 特科教導隊第5射撃中隊（1978年3月編成）
- 第2特科連隊第5特科大隊
- 第5特科連隊多連装ロケット中隊
- 第11特科連隊多連装ロケット中隊
- 第1特科団
  - 第4特科群第301多連装ロケット中隊
  - 第1特科群第302多連装ロケット中隊
  - 第1特科群第127特科大隊
- 第3特科群第128特科大隊
- その他　少数が学校や陸曹教育隊に配備。

装備部隊の廃編や75式自走155mmりゅう弾砲・多連装ロケットシステム（MLRS）への装備更新などにより、2003年（平成15年）頃までに全車退役した。
なお、一部駐屯地（湯布院駐屯地など）では展示用として退役車両が現存する。

## 登場作品

### 映画
『平成ゴジラシリーズ』
ほとんどの作品に常連登場。自衛隊だけではなく、国連Gフォースにも参加。
『ゴジラ』
ミニチュアのみだが、日本映画初登場。晴海埠頭に上陸しようとするゴジラを迎え撃つ。
『ゴジラvsビオランテ』
実車が日本映画初登場。ゴジラ迎撃のため、芦ノ湖と若狭湾へ出動する。
『ゴジラvsキングギドラ』
富士山麓に着陸したUFOを包囲する。
『ゴジラvsモスラ』
モスラとゴジラの迎撃に出動する。
『ゴジラvsメカゴジラ』
国連Gフォース所属車両が、大津山中にてメーサー車などとともにゴジラを迎え撃つ。

### 漫画・アニメ
『岸和田博士の科学的愛情』
日本国防衛軍所属車両が登場。第4巻にて都内に出現した海底科学人型兵器「牛野田マークII」を74式戦車などとともに攻撃する。
『ゲゲゲの鬼太郎 激突!!異次元妖怪の大反乱』
61式戦車、74式戦車とともに怪気象に対して攻撃を行っている。
『最臭兵器』
75式自走地上風測定装置とともに登場。強烈な臭気を発しつつ中央自動車道を東京へ向かう主人公を攻撃するが、発射した全弾が臭気に攪乱されてあらぬ方向に飛んでしまい、そのうちの1発が帰ってきて自爆してしまう。
『地球防衛企業ダイ・ガード』
第1話アバンタイトルの回想シーンに登場。犬吠埼から東京に上陸したヘテロダインを90式戦車などとともに迎撃するが、通用せずに終わる。
『ドリームハンター麗夢III 夢隠 首なし武者伝説』
東富士演習場で演習中だった車両が登場。巨大化した首なし武者の亡霊を74式戦車などとともに攻撃するが、首なし武者の刀によって一刀両断される。

### ゲーム
『Wargame Red Dragon』
自衛隊デッキに「75 MSSR」の名称で登場する。
『War Thunder』
課金ツリーに「Type 75 MLRS」の名称にて登場。